# Eine Nacht in Versailles
Eine Nacht in Versailles ist ein französischer Mittellangfilm von Bruno Podalydès aus dem Jahr 1992.

## Handlung
Arnaud hat Claire, die er seit kurzer Zeit kennt, zu sich nach Hause eingeladen. Er lebt in einer winzigen Wohnung in Versailles und Claire verläuft sich vom Bahnhof kommend mehrfach, bevor sie seine Wohnung findet. Als sie klingelt, sitzt Arnaud gerade auf der Toilette und traut sich nicht, die Spülung zu ziehen, da sein winziges Bad direkt an den Hausflur angrenzt, in dem Claire wartet. Claire schenkt Arnaud das Buch Mon histoire avec Bellino, er schenkt ihr ein Getränk ein und sie will nur kurz auf die Toilette. Arnaud behauptet, auf der Toilette sei gerade sein Bruder Jean-Claude, dessen eigene Toilette defekt sei. Um die Lüge aufrechtzuerhalten, ruft Arnaud Jean-Claude an und lädt ihn ein, wohl wissend, dass Jean-Claude kurz darauf von Simon zu einer Feier abgeholt wird und daher den Abend mit Claire nicht lange stören wird.
Jean-Claude erscheint, Arnaud kann endlich die Toilettenspülung ziehen und Claire die Toilette benutzen lassen. Die verfehlt die kleine Badtür und landet im Treppenhaus, wo Hausmeister André sie findet, der eigentlich nur das defekte Treppenhauslicht reparieren will. Er hilft Claire, auf sich aufmerksam zu machen, da Arnaud die Klingel ausgestellt hat. Während Claire endlich im Bad landet und André ungefragt die Klingel Arnauds repariert, erscheint nicht nur Simon, um Jean-Claude abzuholen, sondern auch seine alkoholisierte Freundin Chantal, die spontan das Bad in Beschlag nimmt und sich übergibt. Chantal ist zu betrunken, um weiter auszugehen, und so landet sie mit dem Rest der Gruppe in Arnauds Schlafzimmer. Jean-Claude schlägt vor, dass Arnaud und Claire mit zu der Feier kommen. Arnaud will nicht und ruft daher seinen zweiten Bruder Mathieu an, der vorgeben soll, von der Feier zu kommen, wo die Stimmung schlecht ist, es kein Essen mehr gibt und man auch nur mit Einladung reinkommt, die Arnaud und Claire nicht haben. Nach einigem Chaos begeben sich Mathieu, Jean-Claude, André und Simon zur Party und lassen die schlafende Chantal bei Arnaud und Claire zurück, da Simon sie angeblich gar nicht kenne.
Chantal bittet Arnaud, ihren Freund anzurufen, damit er sie abhole. Der Freund erscheint mit vier Musikern, da er den Anruf als Einladung zu einer Party verstanden hat. Er begibt sich ins Schlafzimmer und beginnt einen Streit mit Chantal. Die Musiker machen es sich im Wohnzimmer bequem und beginnen zu spielen. Kurz darauf erscheinen auch Mathieu, Jean-Claude sowie Simon und seine richtige Freundin Odile, die nicht auf die Party gelassen wurden. Nur André entschuldigt sich, da er am nächsten Morgen früh aufstehen will, um mit seinem Sohn zu joggen. Im Wohnzimmer entspannt sich eine kleine Feier, auf der Claire und Jean-Claude tanzen und sich alle amüsieren – bis auf Arnaud, der sich ins Bad zurückzieht und beginnt, das Buch Mon histoire avec Bellino zu lesen. Im Morgengrauen verabschiedet sich Claire schließlich, da sie müde sei. Ein Bandmitglied bietet an, sie nach Hause zu fahren, während André und sein Sohn bereits zum Joggen aufbrechen. Das Auto fährt los, nur um nach kurzer Zeit zum Bahnhof Versailles Rive Gauche abzubiegen, wo Claire fluchtartig den Wagen verlässt und in das Bahnhofsgebäude geht.

## Produktion

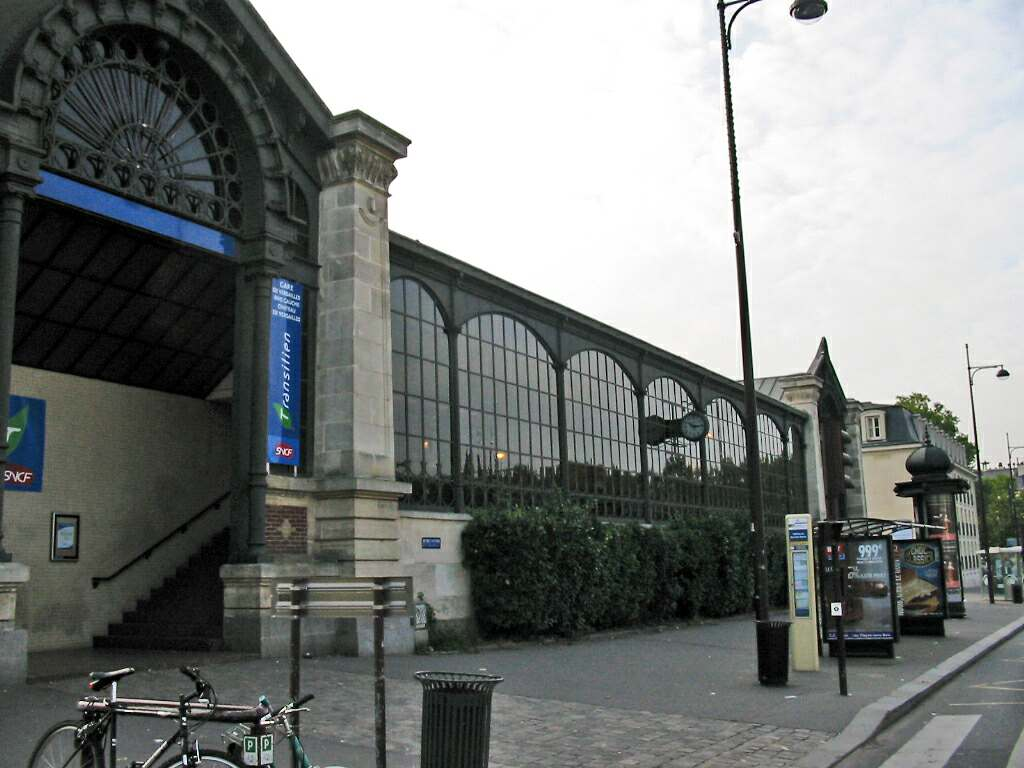
Bahnhof Versailles-Château-Rive-Gauche, Anfangs- und Finalszene des Films

Eine Nacht in Versailles war das Regiedebüt von Bruno Podalydès. Er besetzte seinen Bruder Denis Podalydès in der Hauptrolle, mit dem er auch das Drehbuch schrieb. Das Drehbuch entstand an nur einem Tag, gedreht wurde im Sommer 1991 in neun Tagen in Bruno Podalydès’ eigener Wohnung. Anfangs- und Endpunkt des Films ist die Bahnhofsstation Versailles-Château-Rive-Gauche. Mit Dieu seul me voit (Versailles-Chantiers) und Auf der Parkbank (Original: Bancs publics (Versailles Rive-Droite)) bildet Eine Nacht in Versailles eine Trilogie.
Der Film ist Hergé gewidmet, den sowohl Bruno als auch Denis Podalydès verehren. Die Figur des Arnaud im Film ist ein großer Fan von Tim und Struppi. Bruno Podalydès begründete die Widmung auch damit, dass in Tim-und-Struppi-Comics „jedes Bild die Bewegung des vorhergehenden Bildes weitertreibt und die des nächsten einleitet. Das führt dazu, dass die Geschichte immer sehr flüssig bleibt. Man muss die Welle ins Rollen bringen, von Einstellung zu Einstellung, sodass keine von ihnen herausragt. Diese Bewegung wurde vor allem durch die Schauspieler ermöglicht. Sie waren verantwortlich für den Rhythmus des Films.“
Eine Nacht in Versailles wurde Ende Januar bzw. Anfang Februar 1992 auf dem Festival du Court-Métrage de Clermont-Ferrand uraufgeführt. Der Film lief im Mai 1992 im Rahmen der Quinzaine des réalisateurs auf den Internationalen Filmfestspielen von Cannes. Am 17. Juni 1992 kam der Film in die französischen Kinos und wurde mit über 200.000 Zuschauern ein Publikumserfolg.

## Auszeichnungen
Auf dem Festival du Court-Métrage de Clermont-Ferrand gewann Eine Nacht in Versailles 1992 den Publikumspreis im nationalen Wettbewerb und erhielt zudem den Preis Champagne der Jury. Der Film gewann 1993 den César in der Kategorie Bester Kurzfilm.